# クロエ・ジャケ
クロエ・ジャケ（Chloé Jacquet、2002年4月17日 - ）は、フランスの女子ラグビー選手。

## プロフィール
- フランス・ヴィリア出身[1]。
- 身長 172cm、体重 69kg

## 略歴
2021年、東京五輪の7人制女子フランス代表に選ばれて銀メダル獲得。
2024年、パリ五輪の7人制女子フランス代表に選ばれた。